# Mihály Fodor
Mihály Fodor (ur. 8 czerwca 1950 w Hajdúdorog) – węgierski zapaśnik walczący w stylu wolnym. Olimpijczyk z Montrealu 1976, gdzie zajął czternaste miejsce w kategorii 62 kg.
Czwarty na mistrzostwach Europy w 1976 roku.
- Turniej w Montrealu 1976

Przegrał z Eduardem Girayem z RFN i Dzewegijnem Ojdowem z Mongolii.